# Ellen Kruse
Ellen Clara Charlotta Kruse, född 16 mars 1860 i Stockholm, död 11 juni 1933 i Lovö socken, var en svensk skolföreståndare. Hon var syster till Anna Kruse.
Ellen Kruse var dotter till regementsauditören Abraham Ludvig Kruse. Hon fick sin första utbildning i Statens normalskola för flickor, vilken hon lämnade 1876. Hon övergick därefter till Högre lärarinneseminariet. Efter avgångsexamen där 1879 blev hon 1884 lärare vid Brummerska skolan i Stockholm och var föreståndare där 1914–1923, då hennes syster Anna tog över posten. Under hennes tid som föreståndare ökade elevantalet från ett femtiotal till 750. Hon erhöll 1920 medaljen Illis quorum.